# 華農兄弟
華農兄弟，中國網路名人團體，由刘苏良、胡跃清、谭海洋組成，三人為江西省赣州市全南县南迳镇古家营村人，是初中同學。
2017年4月，“华农兄弟”入驻视频平台“西瓜视频”的三农频道，最初由谭海洋出镜解说，胡跃清拍摄，内容以记录农村生活为主，后谭退出，2017年10月改为刘苏良出镜解说，胡跃清拍摄，以两人合建的竹鼠养殖场为素材，拍摄养殖场的日常生活及与竹鼠的有趣互动。2019年4月，谭海洋回归幕后制作，偶尔以客串形式出镜。
2018年8月，有网友将华农兄弟的烹饪竹鼠视频集合成“吃竹鼠的一百种理由”并投稿至视频网站bilibili（B站），华农兄弟开始網路爆紅，他們的特色是，介紹養殖竹鼠的方法之餘，還會表演烹飪竹鼠。但他們在宰殺竹鼠之前，都會想一個莫須有的理由，如「打架受內傷」、「好像中暑了」、「着凉了」、「很漂亮哦」、「長太醜」、「得了憂鬱症」等。
2020年，因2019冠状病毒病中国大陆疫情影响，暂停竹鼠养殖及视频拍摄，尝试转型。2024年重启竹鼠事业。

## 簡介
刘苏良初中畢業後，到廣東發展，擔任機械工廠的維修員，2011年成婚，生下小孩後，把小孩託付給家中務農父母，但父母照顧小孩非常辛苦，「背著孩子種田」，劉蘇良於是為了照顧父母與孩子，返鄉創業，他想起廣東人頗喜愛竹鼠料理，於是開始飼養竹鼠。
2017年的一次同學會上，劉蘇良與初中不同班的同學胡躍清聊到自己養殖的竹鼠銷路難開，胡躍清當時在深圳的電子廠工作，業餘從事攝影，所以提出可以透過視頻與網友分享養殖經驗、農村生活，以推廣宣傳竹鼠，而後胡躍清決定回鄉和劉蘇良一起創業，並負責影片的拍攝與後製。
2018年1月，因為竹鼠打架受傷，兩人不得已，只好選擇把它殺來吃，烹飪時，胡躍清順便錄了視頻，3月時視頻全網播放量超過1000萬次。而後他們常常在宰殺竹鼠之前，想一個搞笑的理由，8月底，有網友將他們的視頻整合編輯成《吃竹鼠的一百種理由》系列在網上發布，在網路上大紅大紫，在網上呈現“病毒式”傳播。除了繼續養殖竹鼠，他們帶著周邊村民一起努力工作，推銷各種當地的農產，還通過電商平台銷售花菇，接下來贛南臍橙等當地農產品也會一一上線，「致富達人」成了網友對他們的評價。2019年7月，刘苏良、胡跃清入围第十一届“全国农村青年致富带头人”。
华农兄弟早期的视频多以竹鼠为素材，后来内容逐渐多样化，增加了香猪、狗、鱼塘等题材。随着2019冠状病毒病大爆发，十三届全国人大常委会第十六次会议全面禁止食用国家保护的“有重要生态、科学、社会价值的陆生野生动物”以及其他陆生野生动物，包括人工繁育、人工饲养的陆生野生动物，而竹鼠名列其中。华农兄弟损失惨重，被迫暂停拍摄竹鼠的视频。2020年9月，华农兄弟时隔数月再次进入竹鼠棚拍摄，而此时的竹鼠棚早已空荡荡。刘苏良在镜头前展示了自家的竹鼠公仔，并表示要马上拆掉竹鼠池。
失去竹鼠养殖生意后，华农兄弟开始转型，包括承包梯田种植水稻，养殖其他禽畜，学会给羊接种疫苗等，并且带领乡村其他村民发展村集体经济养殖产业。2024年11月，新发布视频显示，已经重新开始竹鼠养殖。
随着华农兄弟的走红，刘苏良的弟弟刘苏洋也开始以金洋兄弟的账号制作类似的视频。与刘苏洋合作摄影师是胡跃清的弟弟胡跃金。而最早的华农兄弟成员谭海洋也以阿洋小哥的账号上传一些视频，并偶尔在刘苏良的视频中出镜。2020年9月，金洋兄弟、华农兄弟的摄影小弟（胡跃清的妹夫）上传了一些放生竹鼠的视频，这些视频拍摄于2020年6月。

## 專有名詞
- 村霸：劉蘇良在影片中經常打著旗號「占」兄弟家「便宜」，被網友戲稱為「村霸」。
- 很漂亮哦／漂亮警告：“很漂亮哦”是刘苏良的口头禅，刘苏良口中以“很漂亮”形容的东西最后往往会被吃掉，“漂亮警告”成为了网络流行语。
- 華氏老方：刘苏良烹饪时的做法“加點生薑、加点盐、加点酱油、加点料酒、加點油”被粉丝戏称为“華氏老方”，刘在接受采访时表示他想学习新的烹饪方法，比如白切。
- 送終雞：劉蘇良在宰殺動物前，攝影小哥會加入一些雞叫的空鏡頭用於過渡，而這隻雞被網友戲稱為「送終雞」（是宋仲基的谐音）。
- 億點點：劉蘇良特有的計量單位，當他每次說「只拿一點點」「放一點點油」結果都是大份量，粉絲用「億點點」形容這些反差的效果。
- 去河邊：劉蘇良喜歡在河邊烹調竹鼠，「帶牠去河邊」成為竹鼠即將變成盤中餐的暗號。
- 太子：白色的竹鼠異常珍貴，不但免於「去河邊」的命運，還能享受單獨玩耍的特權，被粉絲尊稱為「太子」。
- 工具人︰網民認為是被華農兄弟使用但不享獲酬勞的人，包括胡、劉之弟(金洋兄弟)及曾到訪華農兄弟兩次的美食作家王剛等。

## 轶事
- 「华农兄弟」这个名字是胡跃清花了一个月想出来的，其中「华」代表中华，「农」代表农民。

- 尽管「吃竹鼠的一百种理由」是华农兄弟流传最广的视频，甚至成了一个网络迷因，实际上，华农兄弟总共也只吃了十几只。一方面，一只竹鼠零售价可达两三百元。另一方面，吃竹鼠的理由也并非无稽之谈，如长得太慢的公鼠浪费口粮；长得过胖的母鼠，经验显示它们难以生育；性情暴躁的，会咬伤配偶。[9]

- 竹鼠再可爱，除了一只白色的被刘苏良视为宠物，「其他的我把它们全部当成食物。」而这只白色的竹鼠又被网友戏称为“伊丽莎白鼠”、“太子”。

- “华农兄弟”的第一个视频由谭海洋和胡跃清共同出镜拍摄，名称叫《重回八十年代的记忆》，讲的是两人在水库里钓鱼的故事。被称为初代“华农兄弟”的谭海洋只出镜了几个月便因家庭压力退出了视频拍摄，刘苏良接替出镜后挂在嘴邊的“兄弟”便是谭海洋，谭海洋在2019年4月的视频中以“兄弟”身份回归，并帮忙负责视频字幕的制作工作。

- 刘苏良与胡跃清结识于一场满月酒席，当时胡正在拍摄满月酒乡俗，苦于寻找新题材及搭档，刘需要为竹鼠养殖打开销路，两人一拍即合。后两人决定各占一半股份，在一个废弃的养猪场上建起一个占地300平方米的竹鼠养殖场，刘苏良负责竹鼠的养殖与销售，胡跃清负责视频拍摄、剪辑与运营。[9]

- 胡跃清并不是摄影科班出身，但对于制作极为认真，他坚持用过的素材哪怕是空镜头也不会再用第二次，每一个视频每一句话都要有字幕。胡跃清的视频一开始用手机拍摄，后来瞒着家人花6000多元人民币买了部4K高畫質攝影機用于拍摄，现在的拍摄还运用了无人机、GoPro、水下摄影机等工具，为此先后花费了十几万人民币。

- 刘苏良养有一公一母两条小狗，2019年3月因意外走失，视频也因此停更数天，四天后在离村子20公里的路边找到了母狗，而另一只狗则杳无音讯。其后母狗产下数只小狗，刘苏良将其中一只“小黑”送给了兄弟谭海洋，后因太调皮被刘苏良以“与兄弟感情破裂”的理由接回来养，两人及小狗之间的互动成为粉丝津津乐道的话题。劉蘇良曾在網上為小狗們徵集名字，後因粉絲徵名太過惡搞而作罷。

- 劉蘇良的私人賬戶名為「星辰竹鼠」，劉使用該賬戶發放一些用手機拍攝、未經後期加工、數十秒不等的短視頻。「星辰」是劉蘇良兒子的名字。

- 胡躍清的弟弟(胡躍金)及劉蘇良的弟弟(劉蘇洋)另設有頻道，帳號名「金洋兄弟」，幫他们哥哥照顧竹鼠及打理日常農務，故被網民戲稱「工具人」。

## 被冒名事件
華農兄弟為人認識以來，一直有不少冒名事件，但一直不成氣候。華農兄弟為西瓜視頻合約創作人，雖然華農兄弟有在其他平台發放視頻，但所有視頻必先在西瓜視頻發放，數天後才可以選擇性地發放至其他平台。華農兄弟除了西瓜視頻外，亦管有YouTube頻道，於2019年3月15日正式啟用。
自YouTube頻道啟用後，YouTube上其他華農兄弟的冒名頻道開始式微。但其中有一冒名頻道於2019年7月底至8月初開始重新運作，把華農兄弟在西瓜視頻的所有更新於兩小時內上載至該冒名頻道，而該冒名頻道的操作人甚至向YouTube舉報華農兄弟的官方頻道，而YouTube亦信以為真地把官方頻道以侵權為由停權（亦有可能為惡意操作）。
YouTube此舉使大批華農兄弟支持者大感不滿，紛紛向YouTube投訴，及在冒名頻道的所有視頻加上警告字眼，藉以提醒網民切勿訂閱。但YouTube一直沒有對冒名頻道採取行動，亦把於冒名頻道放上警告字眼的帳號停權。YouTube疑似包庇冒名頻道令部份華農兄弟支持者開始懷疑YouTube動機。事件也驚動西瓜視頻。 經過多方介入後，官方頻道始恢復，但冒名頻道卻仍然存在。
2019年9月該冒名頻道仍然存在，但已改為冒充知名度較低的創作人，冒名對像並不單一，時有更改，以避舉報。該頻道仍有盜載華農兄弟較舊的視頻，包括劉蘇良加入之前由譚海洋負責演出的視頻。而YouTube則繼續縱容該頻道的冒名和侵權行為。